# Saint-Maxent
Saint-Maxent é uma comuna francesa na região administrativa de Altos da França, no departamento de Somme. Estende-se por uma área de 6,38 km². Em 2010 a comuna tinha 398 habitantes (densidade: 62,4 hab./km²).